# Hush-a-Bye Baby
Hush-a-Bye Baby és una pel·lícula de televisió d'Irlanda del Nord de 1989 dirigida per Margo Harkin. Ambientada a Derry l'any 1984, la pel·lícula tracta sobre la història de Goretti Friel, una noia catòlica de quinze anys que es va quedar embarassada durant el conflicte nord-irlandès.
La pel·lícula marca el debut com a actor de la cantant i compositora irlandesa Sinéad O'Connor.

## Argument
Goretti, Dinky, Sinéad i Majella són quatre noies adolescents catòliques que són amigues des de l'escola. Un dia, Ciaran, un noi que parla irlandès i és pro-IRA, entra a la seva classe d’irlandès i s'enamora de Goretti. Un dia, mentre les dues cuiden la seva germana, tenen una trobada sexual. L'endemà, Ciaran és detingut perquè es creu que és membre de l'IRA, deixant a Goretti sola. La setmana següent la noia comença a sentir-se malalta i descobreix que està embarassada, i per amagar-ho comença a cremar-se la tovallola higiènica i porta menys roba. Quan escriu una carta per revelar el seu estat a Ciaran, descobreix que "torrach", la paraula irlandesa per "embaràs", significa literalment "portar una família". Com que està escrita en irlandès, la carta és censurada i rebutjada pels guàrdies de la presó. Deprimida i sola, Goretti decideix viatjar a la Gaeltacht del Comtat de Donegal per visitar els seus avantpassats i millorar el seu irlandès, acompanyada de Dinky. Sentint-se encara pitjor, revela a Dinky que està embarassada. Després de tornar a Derry, la Goretti finalment aconsegueix conèixer Ciaran a la presó, però ell reacciona de manera brusca i desinteressada a la notícia de l'embaràs d'ella, indignant a Goretti. La noia intenta un avortament insegur fent servir alcohol i un bany calent. De tornada a l'escola, la Goretti és incapaç de dir-li a Sinéad i a la Majella el seu estat, i la Majella diu que una de les seves companyes de classe que ha tingut relacions sexuals sense matrimoni és una "puta". Durant una classe, la professora d'anglès llegeix "Limbo" de Seamus Heaney, un poema sobre una mare que ofega el seu nadó al poble pesquer de Donegal de Ballyshannon. La pel·lícula acaba durant les vacances de Nadal, amb Goretti cridant de dolor al seu llit, cridant l'atenció dels seus pares mentre l'estàtua de Santa Maria situada davant d'ella comença a antropomorfitzar-se.

## Repartiment
- Emer McCourt com a Goretti
- Micheal Liebman com a Ciaran
- Cathy Casey com a Dinky
- Julie Rodgers com a Majella
- Sinéad O'Connor com a Sinéad
- David Coyle com el Pare Devine

## Producció
La producció de la pel·lícula va tenir lloc l'any 1989 i va ser finançat per la televisió britànica Channel 4 i l'emissora de servei públic irlandesa RTÉ.
La premissa de la pel·lícula es va inspirar en les històries reals d'Ann Lovett, de quinze anys, el cas dels bebès de Kerry i el descobriment d'un nadó abandonat a la gruta de l'església de la torre llarga de Derry.

### Música
Margo Harkin va demanar a la cantautora irlandesa Sinéad O'Connor que compongués la banda sonora de la pel·lícula, però O'Connor va quedar impressionada pel guió que ella també volia interpretar. Inicialment escollida com a monja, finalment va decidir interpretar el petit paper de Sinéad. Un remix instrumental de la seva "Three Babies" (una cançó sobre una sèrie d'avortaments involuntaris que va tenir en aquell moment) és el tema, mentre que el remix vocal es reprodueix durant els crèdits. Comentant la seva contribució, O'Connor va dir:
| « | Va ser una pel·lícula que em va atreure molt perquè tractava d'una cosa que vaig viure de primera mà: l'horror de ser jove, soltera i embarassada en un país com Irlanda amb visions tan endarrerides sobre la feminitat i la sexualitat. | » |

## Estrena
Harkin va explicar que la pel·lícula va ser víctima de la censura de la "dreta del moviment republicà" i que alguns cinemes es van negar a mostrar-la, mentre que gràcies al finançament rebut es va poder emetre per televisió.

## Premis
Emer McCourt va guanyar el Premi a la millor actriu a l'edició de 1990 del Festival Internacional de Cinema de Locarno